# 696-й смешанный авиационный полк
696-й смешанный авиационный полк, он же до ноября 1942 года 662-й ночной бомбардировочный авиационный полк— воинская часть вооружённых СССР в Великой Отечественной войне.

## История
Формировался как 696-й ночной бомбардировочный авиационный полк с ноября 1941 года, имел на вооружении самолёты У-2.
Приказом НКО СССР № 00117 от 13 декабря 1941 года включён в состав 91-й авиационной дивизии, однако в её составе боевых действий так и не вёл.
В составе действующей армии с 14 января 1942 по 9 марта 1943 года.
В январе 1942 года прибыл в распоряжение Волховского фронта. Зимой и весной 1942 года, участвует в Любанской операции, действует в районе Новгорода, Спасской Полисти, Мясного Бора, Киришей, Шимска, ведёт ночные бомбардировки, включая разлив зажигательной смеси, доставляет в окружённую 2-ю ударную армию боеприпасы, продукты, медикаменты, обратно вывозит раненых.
21 января 1942 года при доставке продовольствия войскам 2-й ударной армии был поврежден зенитно-пулеметным огнем самолёт мл. лейтенанта И. Я. Рукавицина. Сам лётчик был тяжело ранен. Стрелок-бомбардир сержант В. А. Гладков принял управление самолетом на себя, сбросил груз в назначенное место и посадил самолёт на свой аэродром. За спасение самолёта и экипажа сержант В. А. Гладков награжден орденом Ленина.
Действовал по Волхову до расформирования.
В ноябре 1942 года в полк прибыла эскадрилья истребителей, которые прикрывали лёгкие бипланы У-2 в сумерки при достаточной видимости, и полк стал именоваться смешанным.
В марте 1943 года полк был расформирован. На базе остававшегося личного состава и материальной части сформирована  553-я отдельная армейская авиационная эскадрилья связи

## Подчинение
| Дата            | Фронт (округ)                                              | Армия                | Корпус | Дивизия | Примечания |
| --------------- | ---------------------------------------------------------- | -------------------- | ------ | ------- | ---------- |
| 01.01.1942 года | Резерв Ставки ВГК                                          | -                    | -      | -       | -          |
| 01.02.1942 года | Волховский фронт                                           | -                    | -      | -       | -          |
| 01.03.1942 года | Волховский фронт                                           | 2-я ударная армия    | -      | -       | -          |
| 01.04.1942 года | Волховский фронт                                           | 2-я ударная армия    | -      | -       | -          |
| 01.05.1942 года | Ленинградский фронт (Группа войск Волховского направления) | 2-я ударная армия    | -      | -       | -          |
| 01.06.1942 года | Ленинградский фронт (Волховская группа войск)              | 52-я армия           | -      | -       | -          |
| 01.07.1942 года | Волховский фронт                                           | 2-я ударная армия    | -      | -       | -          |
| 01.08.1942 года | Волховский фронт                                           | -                    | -      | -       | -          |
| 01.09.1942 года | Волховский фронт                                           | 14-я воздушная армия | -      | -       | -          |
| 01.10.1942 года | Волховский фронт                                           | 14-я воздушная армия | -      | -       | -          |
| 01.11.1942 года | Волховский фронт                                           | 14-я воздушная армия | -      | -       | -          |
| 01.12.1942 года | Волховский фронт                                           | 14-я воздушная армия | -      | -       | -          |
| 01.01.1943 года | Волховский фронт                                           | 2-я ударная армия    | -      | -       | -          |
| 01.02.1943 года | Волховский фронт                                           | 2-я ударная армия    | -      | -       | -          |
| 01.03.1943 года | Волховский фронт                                           | 14-я воздушная армия | -      | -       | -          |

## Командиры
- Маричев Павел Константинович, майор

## Наиболее отличившиеся лётчики полка
- Гладков Виктор Андреевич, сержант, стрелок-бомбардир. Награжден приказом Военного Совета Волховского фронта №19н от 20.04.1942 г.